# Gouden Film

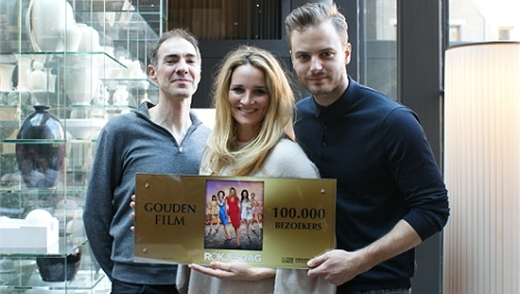
Acteurs Lieke van Lexmond en Jim Bakkum en regisseur Johan Nijenhuis nemen een Gouden Film in ontvangst voor de film Rokjesdag

De Gouden Film is een Nederlandse prijs die wordt uitgereikt wanneer een speelfilm in de bioscoop het bezoekersaantal van 100.000 weet te halen. Namens de makers nemen altijd standaard de regisseur, producent en hoofdrolspeler(s) hun prijzen in ontvangst.

## Geschiedenis
De prijs is een initiatief van het Nederlands Film Festival en het Nederlands Fonds voor de Film (NFVF) naast het al bestaande Gouden Kalf. Het aantal lag oorspronkelijk eerst nog een periode op 75.000 bezoekers, maar vanwege grote successen werd de normering begin 2003 verhoogd.
Tot 2011 werd de Gouden Film gemaakt van gemalen hout en bevatte een impressie van de set waarop een film was gemaakt. Eind 2011 werd de vormgeving van de Gouden Film veranderd. Het houten ontwerp verdween en de prijs bevat tegenwoordig de filmfoto van de prijswinnende film.
Voor iedere prijswinnende film gaat er één prijs naar de producent en één prijs naar de regisseur, die samen in de naam van de meespelende acteurs de prijs in ontvangst nemen.